# Ferrocarril minero de Trubia a Quirós y Teverga
El ferrocarril minero de Trubia a Quirós y Teverga fue una línea férrea de vía estrecha (750 mm) que discurría por los valles de los ríos Trubia y Teverga, en Asturias.
La idea de construir un ferrocarril por los citados valles fue propuesta el 1 de enero de 1863 por el ingeniero francés Gabriel Heim, director de la Sociedad Hullera de Quirós y miembro de la Sociedad geológica de Francia, como alternativa para comunicar el puerto de San Esteban de Pravia con la meseta a través del puerto de Ventana. Sin embargo, la línea que comunicó Asturias con la meseta se construyó a través del puerto de Pajares, siendo inaugurada totalmente el 15 de agosto de 1884.
Elegida en 1864 la opción de atravesar la cordillera Cantábrica a través de Pajares, en 1867 la Compañía de Minas y Fundiciones de Santander y Quirós proyectó un ferrocarril de vía estrecha que comunicase las minas y los hornos altos de Quirós con los talleres de laminación de Trubia, y, desde ahí, conectar con las líneas del ferrocarril del Norte para llevar sus mercancías a toda España. La línea entra en servicio en 1884.

## Línea Trubia - Quirós
En 1888, el proyecto de la Compañía de Minas y Fundiciones de Santander y Quirós fracasa, siendo subastada la empresa y adquirida por la Sociedad Anónima de Fábrica de Mieres. A partir de ese momento, el objeto del ferrocarril fue transportar el carbón y el hierro extraído en las minas de Quirós hacia Trubia.
La construcción del ferrocarril no estuvo exenta de dificultades debido a la difícil orografía de la zona y a lo angosto de los valles en determinados puntos. Es por esto que la línea se construye con ancho de 0,75 m, curvas de corto radio y fuertes pendientes. En los, aproximadamente, 30 kilómetros de trazado, fue necesario construir 12 túneles y 7 puentes.
La explotación de la línea comienza en 1884 gracias a una pequeña locomotora de vapor belga de la casa Saint Leonard. En 1892 la compañía incorpora una nueva locomotora francesa y más tarde, se adquieren 8 locomotoras a Saint Leonard.
Los vagones eran de madera, de 2,5 toneladas de capacidad y fabricados en Trubia, así como los carriles, cambios de agujas, etc.